# توم توشيا
توم توشيا (بالإنجليزية: Tom Tsuchiya)‏ هو نحات أمريكي، ولد في 3 أغسطس 1972.

## وصلات خارجية
- الموقع الرسمي